# 別府扇山ゴルフ倶楽部
別府扇山ゴルフ倶楽部（べっぷおおぎやまゴルフくらぶ）は、大分県別府市にあるゴルフ場である。

## 概要
「別府扇山ゴルフ倶楽部」の前身は1961年（昭和36年）に開業した第三セクターの「別府国際ゴルフ倶楽部・扇山コース」（大分県別府市大字鶴見4550-1、18ホール、パー72）である。別府国際ゴルフ倶楽部は、雄大な別府湾と別府市街が一望できる大平山（別名・扇山）の麓、山麓のスロープの山肌に草原地帯が広がる、その草原地帯の形状から「扇山」と名づけられた山の麓にある。
コースは、眼下に広がる別府の湯けむりの街並みと、その先に広がる別府湾の景色を見下ろしながら、ゴルフと景色を楽しめる。ラウンド後は、クラブハウス内の天然の別府温泉でくつろぐことが出来る。アウトコースは、自然の起伏を生かした適度なアンジュレーションのあるレイアウトで、別府市街を一望に打ち下ろす。インコースは、美しい内山渓谷を取り入れバンカーやドッグレッグなどをうまく配置したレイアウトである。
2005年（平成17年）8月17日、別府市が出資する経営会社「株式会社別府扇山ゴルフ場」が筆頭株主の別府市に支援を要請した。その原因は、別府扇山ゴルフ場の放漫経営で、それを放置した別府市の責任と抜本的な支援要請、民事再生法の適用も取り上げられた。別府市は、別府国際ゴルフ倶楽部への資金貸付けを明らかにした。
2005年（平成17年）9月16日、市議会議員から「経営破綻状態のゴルフ場に公金貸付は出来ない」の意見、総務文教委員会で否決される。別府国際ゴルフ倶楽部は、預託金返還請求の訴訟を起こされる。2006年（平成18年）6月15日、大分地裁は別府扇山ゴルフ場に対して、預託金を会員に返還を命じる判決下す。
2006年（平成18年）10月1日、ゴルフ場名の別府国際ゴルフ倶楽部を「別府扇山ゴルフ倶楽部」に名称変更された。2006年（平成18年）12月19日、福岡高裁は、第三セクターの別府扇山ゴルフ場に対して、預託金を返還するよう会員が求めた事件で、一審判決を支持し預託金の返還を命じる判決を下した。
2007年（平成19年）9月、第三セクターの別府扇山ゴルフ場は、韓国系企業の系列下の検討に入る。2007年（平成19年）9月22日、別府扇山ゴルフ場は、臨時株主総会を開き韓国系企業に第三者割当増資を決めた。増資は韓国でトヨタ車の搬送を行う大京TLSで筆頭株主となる。

## 所在地
〒874-0840 大分県別府市大字鶴見4550-1

## コース情報
- 開場日 - 1964年7月1日
- 設計者 - 上田 治
- 面積 - 918,000m2（約27.7万坪）
- コースタイプ - 丘陵コース
- コース - 18ホールズ、パー72、6,461ヤード、コースレート71.3
- フェアウェー - コウライ
- ラフ - ノシバ
- グリーン - 1グリーン、ベント（ペンクロス）
- ラウンドスタイル - セルフプレーを原則、乗用カート使用、一人プレー可能（平日限定）乗用カート(5人乗り)　、歩き(電動カート)リモコン式
- 練習場 - 無し
- 休場日 - 1月1日[9][10]

## クラブ情報
- ハウス面積 - 2,618m2（791.9坪）
- ハウス設計 - リゾートコネクションズ
- ハウス施工 - 大平･和田[9][10]

## ギャラリー
- コース - 「別府扇山ゴルフ倶楽部」、コース紹介、2021年9月21日閲覧
- ハウス - 「別府扇山ゴルフ倶楽部」、施設紹介、2021年9月21日閲覧

## 交通アクセス
- 鉄道 - 日豊本線（JR九州） - 別府駅より タクシー利用約10分[11]
- 道路 - 大分自動車道 - 別府ICより 2km 約3分[11]

## 関連文献
- 『ゴルフ場ガイド 西版』、2006-2007、「別府国際ゴルフ倶楽部 扇山コース(大分県)」、東京 ゴルフダイジェスト社、2006年5月、2021年9月21日閲覧